# Nacht van Schmelzer

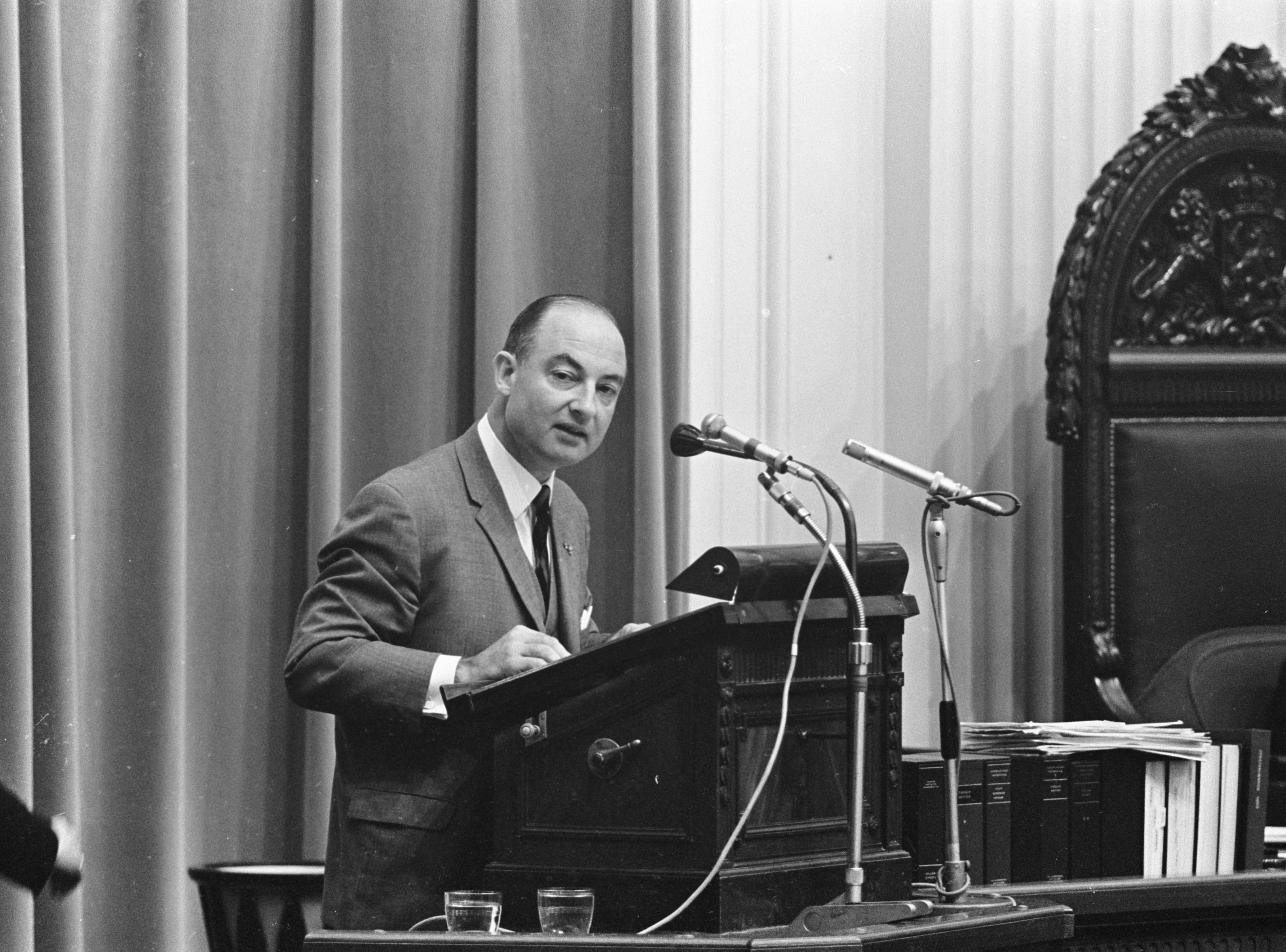
Norbert Schmelzer aan het woord op 11 oktober 1966.

De Nacht van Schmelzer was een Tweede Kamerdebat van 13 op 14 oktober 1966 waarin fractievoorzitter van de Katholieke Volkspartij (KVP) Norbert Schmelzer een motie indiende en aangenomen kreeg tegen het kabinet-Cals, waarvan zijn eigen partij samen met de Partij van de Arbeid (PvdA) en de Anti-Revolutionaire Partij (ARP) deel uitmaakte. De nacht vormde het einde van de algemene beschouwingen over de rijksbegroting 1967, die op 11 oktober waren gestart. Het kabinet had voor stemming aangegeven dat de motie onaanvaardbaar was en bood op 15 oktober zijn ontslag aan.
De Nacht van Schmelzer versterkte een aantal ontwikkelingen. Binnen de PvdA had het gegroeide wantrouwen tegenover de KVP het gevolg dat de polarisatiestrategie werd ingezet en Nieuw Links binnen de partij groeide. De Nacht versterkte de electorale achteruitgang van de KVP die ingezet was door de ontzuiling. In 1968 kwam het tot een afsplitsing van christen-radicalen die zich verenigden in de Politieke Partij Radikalen. Anderzijds droeg de Nacht bij aan de vorming van het Christen-Democratisch Appèl (CDA), dat in 1980 werd opgericht. Partijen die tegen de gevestigde orde in gingen, zoals de Boerenpartij en de op 14 oktober 1966 opgerichte Democraten 66, wonnen door de Nacht aan populariteit bij de Tweede Kamerverkiezingen van 1967.

## Achtergrond

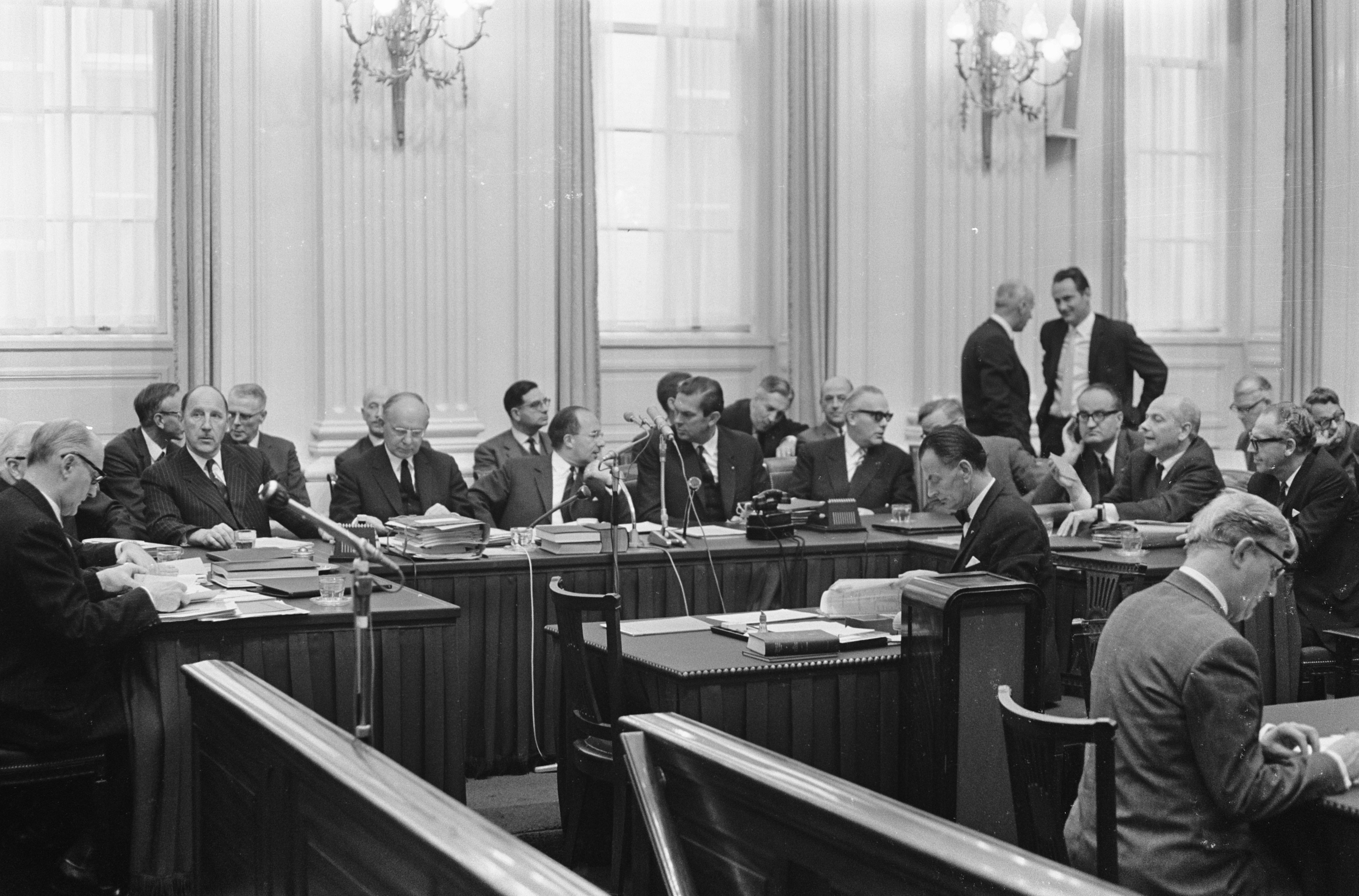
Regeringstafel tijdens de algemene beschouwingen op 13 oktober 1966.

Aanvankelijk was na de Tweede Kamerverkiezingen van 1963 het kabinet-Marijnen aangetreden, bestaande uit KVP, VVD, CHU en ARP. Dit kabinet viel begin 1965 na een kabinetscrisis over het omroepbestel, waarbij met name de KVP en ARP tegenover de VVD stonden. Een lijmpoging onder leiding van KVP-fractievoorzitter en informateur Norbert Schmelzer was tijdens de formatie dat jaar onsuccesvol. Tweede Kamerlid en formateur Jo Cals, behorend tot de linkervleugel van de KVP, formeerde vervolgens het kabinet-Cals, bestaande uit KVP, PvdA en ARP.
Het kabinet kon op weinig enthousiasme rekenen. Binnen de KVP was een meerderheid voorstander van een kabinet met VVD. Een kleine groep, waartoe Cals behoorde was voorstander van rooms-rode samenwerking. Daarbij speelde binnen de partij een persoonlijke rivaliteit tussen de ambitieuze en kundige Cals en Schmelzer een rol. Binnen de ARP waren er eveneens twee vleugels - de traditionele en de radicaal-evangelische -, rivaliteit tussen fractievoorzitter Bauke Roolvink en vicepremier Barend Biesheuvel. Bij de PvdA-achterban was weinig begrip voor de partnerruil die plaatsgevonden had in 1965. Binnen de PvdA vreesde men dat KVP alleen samenwerkte met de PvdA om het omroepvraagstuk op te lossen, waarna ze weer met VVD verder zouden gaan.
Het kabinet trad aan in een ongunstige economie, waarbij sinds 1964 een loon-prijsspiraal leidde tot overbesteding door de overheid. Tijdens de formatie had PvdA tot onvrede van rechtse KVP'ers al bedongen dat afgeweken mocht worden van de Rommenorm, die stelde dat de overheidsuitgaven niet sneller mochten groeien dan het nationale inkomen. Bij de rijksbegroting voor 1966 werd hier direct gebruik van gemaakt. De behandeling daarvan bij de algemene beschouwingen van 1965 verliep moeizaam. De KVP en ARP ergerden zich aan de weinig compromisbereide houding van minister van Financiën Anne Vondeling (PvdA) en Cals. Schmelzer moest intern dreigen met opstappen om zijn fractie niet tegen de begroting te laten keren.
Bij de Provinciale Statenverkiezingen van maart 1966 en de gemeenteraadsverkiezingen van juni 1966 verloren de regeringspartijen, en in het bijzonder de PvdA. De drie partijen bleven regeringsdeelname steunen, maar stelden zich kritischer op met het oog op de Tweede Kamerverkiezingen van februari 1967. Geen van de partijen sloot uit dat er een kabinetscrisis zou komen.

### Rijksbegroting 1967
De directe aanleiding was de dekking van de rijksbegroting van 1967. Gaten in de begroting wilde het kabinet onder meer opvangen door de inkomstenbelasting sneller te innen. Vondeling liet tijdens de beraadslagingen weten dat er in de begroting na alle te nemen maatregelen slechts een tekort resteerde van 26 miljoen gulden, iets dat volgens hem binnen de foutenmarge van begroten lag en dat verder ingrijpen daarom niet nodig was. De KVP-fractie meende dat het tekort veel groter was.

## Begin beraadslagingen

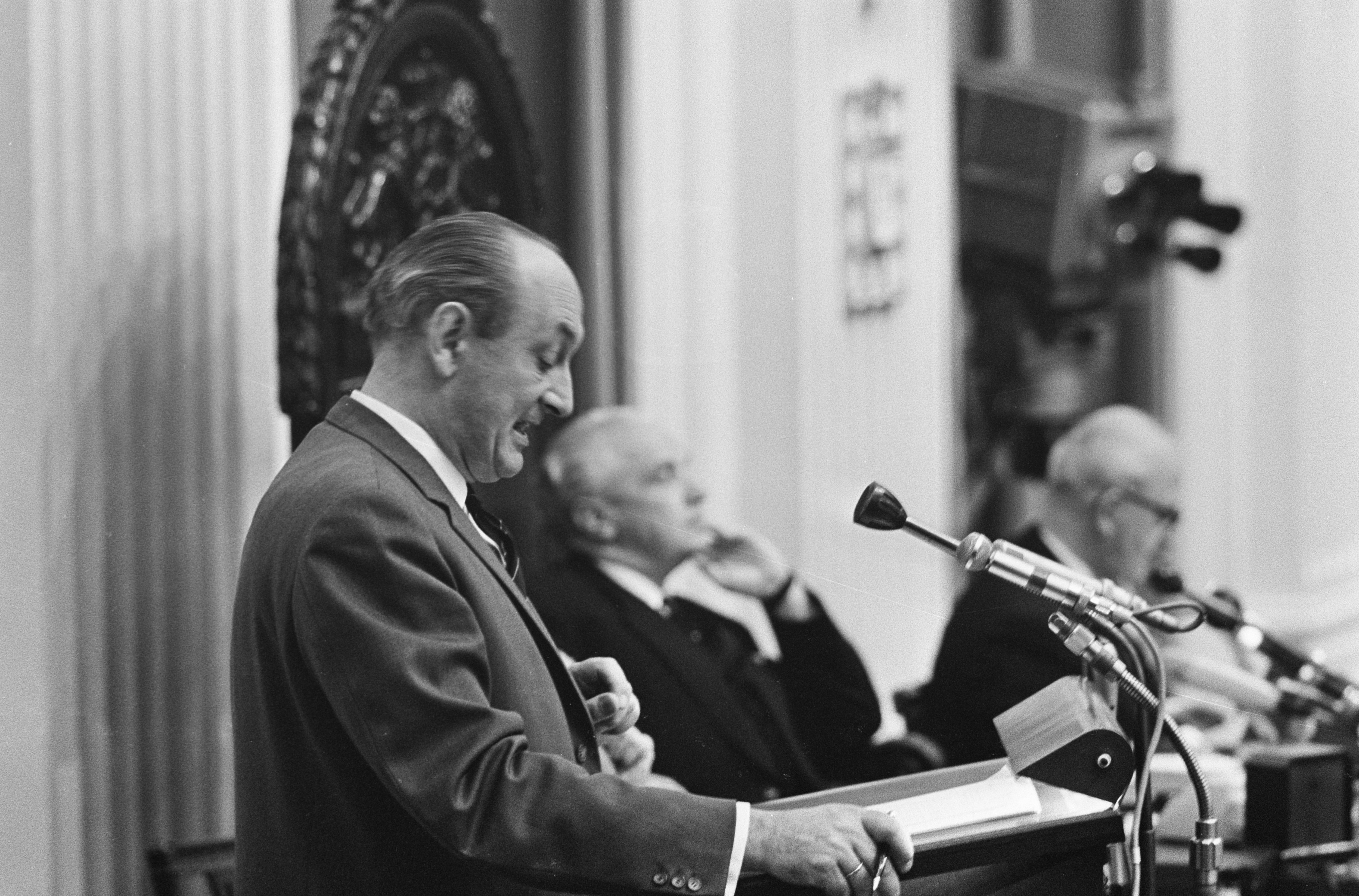
VVD-fractievoorzitter Edzo Toxopeus aan het woord tijdens de algemene beschouwingen op 11 oktober 1966.

Op 11 en 12 oktober 1966 gingen de algemene beschouwingen van start. Zowel Edzo Toxopeus als Henk Beernink, fractievoorzitters van respectievelijk VVD en CHU, leverden kritiek op het financiële beleid van het kabinet en vonden dat het kabinet heen moest gaan. PvdA-fractievoorzitter Gerard Nederhorst voorzag verbetering van economische omstandigheden op basis van de begroting, maar de partij had nog wel een aantal vragen. Roolvink was namens de ARP kritisch op het financiële beleid, maar wilde nog geen oordeel uitspreken.
Schmelzer begon zijn termijn met een positief-kritische beschouwing, maar kwam aan het einde van zijn bijdrage op zijn kritiek op de rijksbegroting. Hij vond de prognose van het kabinet te optimistisch en vond dat er onvoldoende dekking was. Hij kwam met een aantal suggesties voor bezuinigingsopties en was bereid mee te denken over aanvullende dekkingsmaatregelen. Schmelzer stelde dat het kabinet het vertrouwen diende te herwinnen met "duidelijke en overtuigende antwoorden op onze klemmende vragen". Als reactie stuurde Cals aan Schmelzer een briefje met de tekst: "Op het eerste gehoor vind ik het niet rechtvaardig dit (1½ jaar bestaand) kabinet te verwijten, dat het lange termijn-problemen [sic] nog niet heeft opgelost, die vorige kabinetten zelfs niet onderkend hebben. Hierop kan geen waarlijk bevredigend antwoord gegeven worden".

## Het verloop van de Nacht van Schmelzer

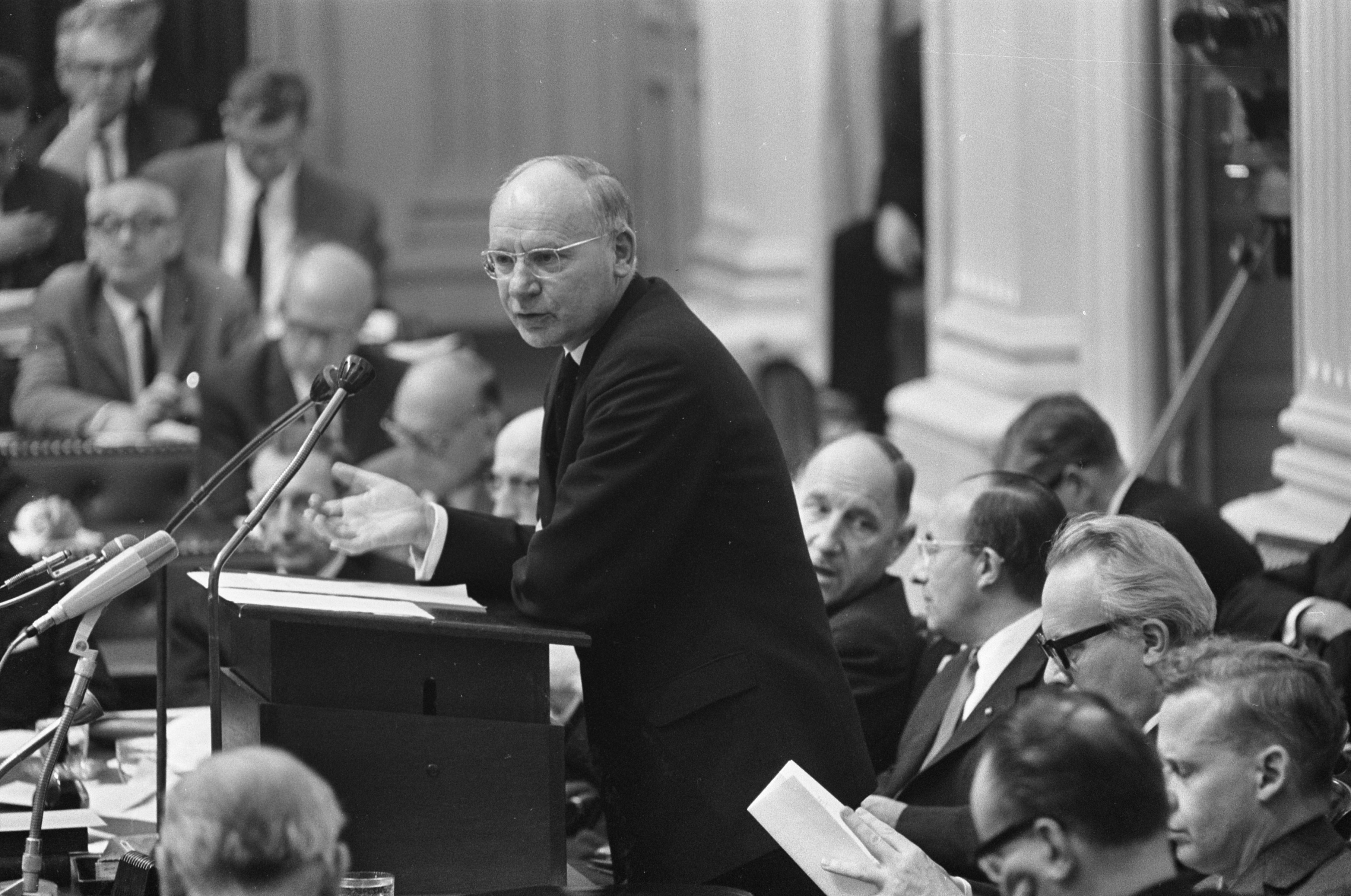
Minister van Financiën Anne Vondeling aan het woord tijdens de Nacht van Schmelzer.

Vanaf elf uur 's morgens op 13 oktober reageerden hoofdzakelijk Cals en Vondeling namens het kabinet. Beiden verklaarden dat het kabinet zich terughoudend had opgesteld en dat de begroting er beter voorlag dan voorgaande jaren. Cals gaf aan dat uit het debat moest blijken of het kabinet voldoende vertrouwen genoot van de Kamer.

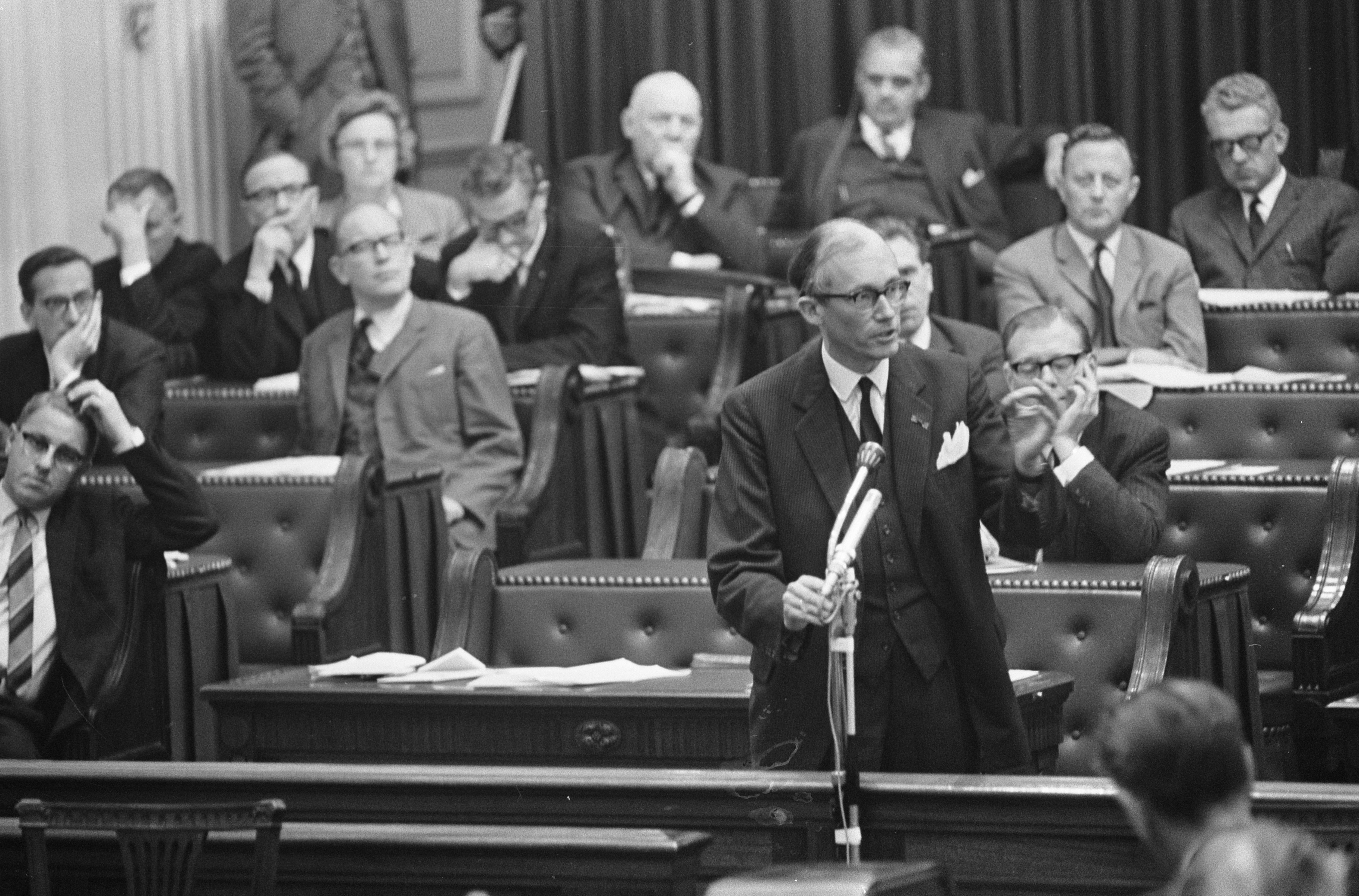
Johan Witteveen, financieel specialist binnen de VVD-fractie, interrumpeert minister van Financiën Anne Vondeling tijdens het debat op 13 oktober 1966.

Na een pauze van kwart over vier tot acht uur 's avonds, was het woord weer aan de Tweede Kamerfracties. De VVD was na de beantwoording van het kabinet niet overtuigd geraakt dat de begroting bijdroeg aan evenwichtsherstel. Toxopeus, Witteveen en drie fractiegenoten dienden een motie in die het oordeel uitsprak dat "het uitgaven- en belastingbeleid zodanig moeten worden herzien, dat deze bezwaren worden weggenomen". Beernink hield ook zijn bezwaren tegenover het kabinet.
Schmelzer gaf aan dat hij nog onvoldoende antwoord had gekregen op de centrale vraag "in hoeverre deze rijksbegroting met haar consequenties voor 1968 en
volgende jaren [aan] onze problemen van nu voldoende tegemoet komt". Hij stelde drie "klemmende" vragen waar het kabinet "vertrouwenwekkende antwoorden op moest geven". Het ging om "de juistheid van het voorgenomen uitgavenniveau", "dat voor 1968 niet met grote waarschijnlijkheid zware nieuwe lasten onvermijdelijk zijn" en naar concrete maatregelen die bijdroegen aan een verantwoorde loonontwikkeling.
De PvdA was tevreden met de antwoorden van het kabinet, hoewel zij erkenden dat het kabinet niet in alle ambities was geslaagd. Nederhorst vroeg aan KVP en ARP om voor de verkiezingen hun coalitievoorkeur duidelijk te maken, iets waar beide partijen niet op in gingen. Bij de ARP waren eveneens de zorgen niet weggenomen dat in 1968 het dekkingsgat te groot zou zijn.
Kort voor middernacht eindigde de tweede termijn van de Kamer. Een uur later reageerden Vondeling en Cals. Cals interpreteerde de motie van Toxopeus als een motie van wantrouwen. Vondeling en Cals gingen in op de vragen en Cals hoopte "voldoende duidelijkheid" gegeven te hebben op de vragen van zijn fractie.

### Motie-Schmelzer
De Kamer,
Gehoord de Algemene Politieke en Financiële Beschouwingen over de Rijksbegroting 1967
van mening, dat in het voorgenomen financieel-economische beleid meer waarborgen moeten worden gelegd voor een evenwichtige groei en tegen verdergaande geldontwaarding en werkloosheid,
spreekt als haar overtuiging uit, dat mede met het oog op de mogelijkheden voor 1968 naast een verbetering van de dekking 1967 maatregelen ter voorkoming van extra-uitgavenstijging voor noodzakelijk zijn,
nodigt de Regering uit, daartoe voorstellen te doen,
en gaat over tot de orde van de dag.
De vergadering werd omstreeks kwart over twee 's nachts op verzoek van Schmelzer voor overleg binnen de fracties voor een uur geschorst. Het overgrote deel van de KVP-fractie bleek tijdens het fractieberaad de motie-Toxopeus te steunen. Omdat Schmelzer het uiteenvallen van de KVP vreesde, besloot hij om een eigen motie in te dienen. Ook verschillende ministers wisten ervan, onder wie ARP-bewindslieden. KVP-Kamerlid Marga Klompé was er echter over in het ongewisse gelaten. Ze toonde zich verrast en eiste overleg met Cals, een verzoek dat werd weggestemd. Minister Joseph Luns bezocht de KVP-fractie en verzocht om het niet tot een crisis te laten komen.
Na afloop van het fractieberaad informeerde Schmelzer Cals over de motie. Ze realiseerden zich beide dat de motie onaanvaardbaar was voor het kabinet."Nou Norbert, dat was het dan", zou Cals volgens Schmelzer gezegd hebben. "Dat vrees ik ook", antwoordde Schmelzer.
Om vijf over half vier in de ochtend nam Schmelzer het woord als eerste in de derde termijn. Hij gaf aan dat op twee vragen zijn fractie geen vertrouwenwekkend antwoord had gekregen. Daarom diende hij zijn motie in. Hij benadrukte dat het geen motie van wantrouwen betrof en dat hij ook geen andere coalitie wenste. Hij gaf aan dat de motie door het overgrote deel van zijn fractie gesteund zou worden. De vergadering werd vervolgens op verzoek van Cals tot vier uur geschorst. Tijdens de schorsing kwamen de bewindslieden tot het oordeel dat de motie onaanvaardbaar was en dat het kabinet zou aftreden.

### Stemming

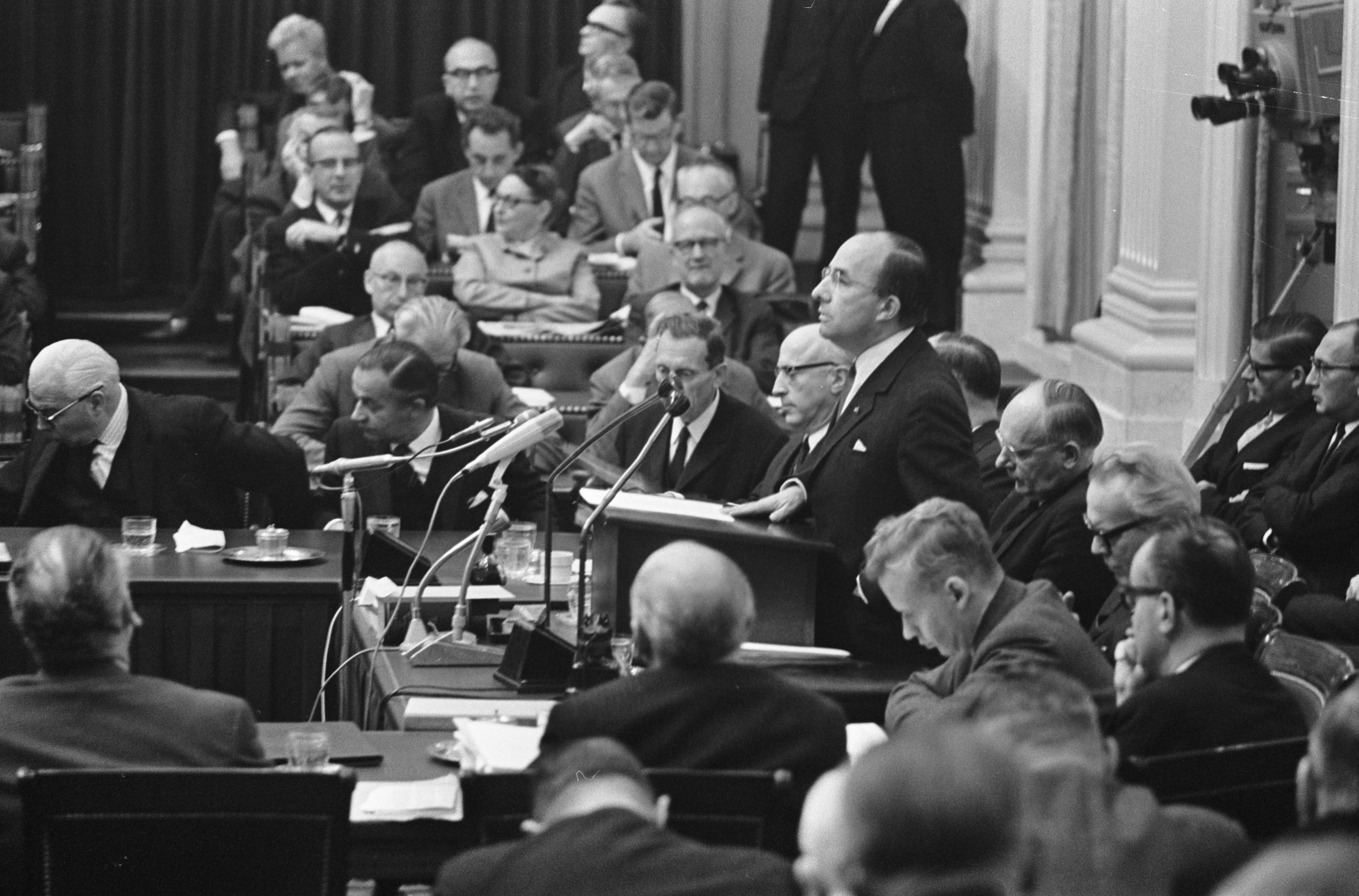
Minister-president Jo Cals aan het woord bij de algemene beschouwingen in de Tweede Kamer op 13 oktober 1966.

De vergadering werd om tien over vier hervat. Cals liet weten dat het door de Tweede Kamer aanvaarden van de motie zou leiden tot een kabinetscrisis. Hij kon zich evenmin vinden in Schmelzers toelichting, die hij in strijd achtte met de inhoud van de motie en gaf aan haar te beschouwen als een gebrek aan vertrouwen in het financieel-economische beleid van de regering. "Dat is nogal wat", zo zei hij. Een belastingverhoging achtte zijn kabinet onnodig en daar wenste Cals dan ook niet aan mee te werken. Omstreeks half vijf werd de motie in stemming gebracht.
VVD, CHU, Staatkundig Gereformeerde Partij (SGP), Boerenpartij en Gereformeerd Politiek Verbond (GPV) steunden de motie. ARP-fractievoorzitter Roolvink had de motie willen steunen, maar onder druk van Kamerlid Jaap Boersma, partijvoorzitter Wiert Berghuis en vicepremier Biesheuvel besloot hij toch de rijen te sluiten en tegen de motie te stemmen. Op links stemden de PvdA, Communistische Partij Nederland (CPN) en Pacifistisch Socialistische Partij (PSP) tegen de motie. Bij de KVP stemden Annie Kessel, Tom Verdijk, Harry van Doorn en Dick Laan tegen en de andere 39 aanwezige Kamerleden voor. De tegenstemmers gaven in hun stemverklaring aan dat ze tegen stemden omdat het kabinet aangegeven had zijn ontslag aan te bieden als de motie zou worden aangenomen en spraken expliciet hun steun uit voor het regeringsbeleid. Voormalig KVP-voorzitter Jan Andriessen, ARP'er Thieleman Versteeg en KVP'er Leo Albering hadden om persoonlijke redenen voortijdig de vergadering verlaten en stemden niet mee. De voormalige KVP-fractievoorzitter Wim de Kort had eerder aangekondigd de Tweede Kamer per 14 oktober te zullen verlaten. Hij mocht van de voorzitter na middernacht aan de beraadslagingen mee blijven doen en meestemmen. De motie werd aangenomen met 75 stemmen voor en 62 stemmen tegen.
Na de stemming verzocht Cals om een schorsing van het debat, wat om twintig voor vijf 's ochtends werd beëindigd. Tegen zes uur verliet Cals het Kamergebouw. Van omstanders kreeg hij een spontaan applaus, waarop hij reageerde "Het komt te laat - pas als je weggaat".

## Gevolgen
Het kabinet-Cals bood op 15 oktober zijn ontslag aan bij koningin Juliana. Het directe gevolg van de Nacht van Schmelzer was dat na een formatie het kabinet-Zijlstra aantrad. Het was een rompkabinet van de KVP en ARP onder leiding van Jelle Zijlstra.
Bij de Tweede Kamerverkiezingen van 1967 verloren zowel de KVP (acht zetels) als de PvdA (zes zetels).
De Nacht van Schmelzer had een katalyserend effect op het al langere tijd groeiende wantrouwen tussen de PvdA en de confessionele partijen, in het bijzonder de KVP. Bij de PvdA droeg de crisis bij aan de eenheid binnen de partij. De in 1966 opgerichte vernieuwingsbeweging binnen de partij, Nieuw Links kreeg door de crisis de wind in de zeilen. De partij zette de polarisatiestrategie in om zo de verschillen te benadrukken tussen de PvdA en de confessionele partijen. In 1969 nam het partijcongres een "anti-KVP-motie" aan die stelde dat geen coalitie gevormd mocht worden met de KVP.
De Nacht van Schmelzer had ook een katalyserende werking op de electorale achteruitgang van de KVP. Net als in de fractie waren er leden binnen de partij die meer zagen in samenwerking met de PvdA. In februari 1968 verlieten een aantal christen-radicalen uit de KVP de partij en richtten zij snel daarna met radicalen uit de ARP de Politieke Partij Radicalen (PPR). Anderzijds droeg de Nacht van Schmelzer bij aan de oprichting van de Groep van Achttien, met vertegenwoordigers uit KVP, ARP en CHU, wat uiteindelijk leidde tot de fusie van de partijen tot het Christen-Democratisch Appèl (CDA) in 1980.